# 올림픽 아쿠아틱 센터 (아테네)
올림픽 아쿠아틱 센터는 그리스 아테네에 있는 수영장이다. 2004년 하계 올림픽 수영 경기장으로 쓰였으며, 1991년에 완공되었다.